# RHCT
Сертификация RHCT — низшая ступень в сертификации Red Hat
Сертификация RHCT показывает, что вы обладаете знаниями и навыками, необходимыми для установки, настройки и включения рабочих станций Red Hat Enterprise Linux в существующую сетевую среду.
Кандидаты должны обладать следующими навыками:
1. Использование стандартных утилит командной строки (например, ls, cp, mv, rm, tail, cat и т. д.) для создания, перемещения, просмотра и исследования файлов и каталогов
2. Использование grep, sed и awk для поточной обработки текстов и файлов
3. Использование ориентированных на работу в терминале текстовых редакторов, таких как vi/vim, для модификации текстовых файлов
4. Использование перенаправления ввода-вывода
5. Понимание базовых принципов работы сетей TCP/IP, включая IP-адреса, маски сетей и сетевые шлюзы
6. Использование su для смены пользовательской учетной записи
7. Использование passwd для установки пароля
8. Использование tar, gzip и bzip2
9. Конфигурирование почтовых клиентов в Red Hat Enterprise Linux
10. Использование mozilla и/или links для доступа к ресурсам HTTP/HTTPS
11. Использование lftp для доступа к FTP ресурсам

Диагностика и устранение неполадок
1. Загружать систему на разные уровни выполнения для проведения диагностики и устранения неполадок
2. Проводить диагностику и исправлять неполадки в настройках сети
3. Диагностировать и корректировать проблемы с разрешением имен узлов
4. Конфигурировать X Window и окружение рабочего стола
5. Добавлять новые разделы, файловые системы и swap-разделы на существующей системе
6. Использовать стандартные утилиты командной строки для анализа проблем и настройки системы

Установка и настройка:
1. Выполнять сетевую установку ОС
2. Внедрять выборочную схему разбиения дисков
3. Настраивать службы печати
4. Настраивать отложенное выполнение задач с использованием cron и at
5. Подключать систему к службам каталогов, таких как NIS или LDAP
6. Настраивать autofs
7. Добавлять и осуществлять управление пользователями, группами и квотами
8. Устанавливать разрешения на файловой системе для совместной работы
9. Устанавливать и обновлять RPM пакеты
10. Правильно обновлять RPM пакеты ядра
11. Модифицировать конфигурацию системного загрузчика
12. Внедрять программный RAID как во время установки, так и после
13. Использовать /proc/sys и sysctl для модификации параметров ядра